# Mika Boorem

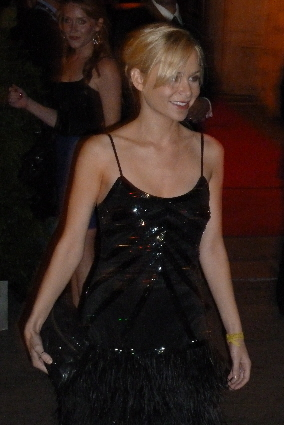
Mika Boorem al Toronto International Film Festival 2010

Mika Sue Boorem (Tucson, 18 agosto 1987) è un'attrice e regista statunitense.

## Biografia
Ha iniziato la sua carriera come attrice bambina, apparendo in televisione in piccoli ruoli da ospite in Il tocco di un angelo e Ally McBeal, prima di ottenere il plauso della critica per la sua interpretazione in La magica storia di un piccolo indiano (1997). Dopo essere stata scelta per ruoli secondari in Jack Frost e Il grande Joe, entrambi del 1998, la Boorem ha avuto un ruolo da protagonista nel film drammatico Cuori in Atlantide (2001), al fianco di Anton Yelchin e Anthony Hopkins, che le è valso ulteriori consensi dalla critica.
La Boorem ha anche avuto ruoli secondari importanti nel dramma di guerra Il patriota (2000) e nel thriller Nella morsa del ragno - Along Came a Spider (2001). Ha continuato a recitare in numerosi film per adolescenti nella prima metà degli anni 2000, tra cui il film sul surf Blue Crush (2002), la commedia Sleepover (2004) e il dramma Augusta, Gone (2006). La Boorem è stata una guest star ricorrente nella serie televisiva Dawson's Creek nel 2002 e nel 2003. Ha avuto un ruolo centrale nel film horror di John Carpenter The Ward - Il reparto (2010), seguito da ruoli in diversi film indipendenti.
La Boorem ha esordito alla regia di un lungometraggio con Hollywood.Con (2021), con Tom Arnold e Brian Krause.

## Filmografia

### Cinema
- La magica storia di un piccolo indiano (The education of little tree), regia di Richard Friedenberg (1997)
- Jack Frost, regia di Troy Miller (1998)
- Il grande Joe (Mighty Joe Young), regia di Ron Underwood (1998)
- Il patriota (The Patriot), regia di Roland Emmerich (2000)
- Le cose che so di lei (Things You Can Tell Just by Looking at Her), regia di Rodrigo García (2000)
- Nella morsa del ragno - Along Came a Spider, regia di Lee Tamahori (2001)
- Cuori in Atlantide (Hearts in Atlantis), regia di Scott Hicks (2001)
- I ragazzi della mia vita (Riding in Cars with Boys), regia di Penny Marshall (2001)
- Blue Crush, regia di John Stockwell (2002)
- L'uomo dei miei sogni (Carolina), regia di Joe Nussbaum (2003)
- Sleepover, regia di Joe Nussbaum (2004)
- Smile, regia di Jeffrey Kramer (2005)
- The Ward - Il reparto (The Ward), regia di John Carpenter (2010)

### Televisione
- The Burning Zone – serie TV, episode 1x01 (1996)
- Il tocco di un angelo – serie TV, 4 episodi (1996-2003)

- Ally McBeal – serie TV, episodio 1x01 (1997)
- Sabrina vita da strega – serie TV, episodio 1x22 (1997)
- Walker Texas Ranger – serie TV, episodio 7x08 (1998)
- Providence – serie TV, episodio 1x02 (1999)
- Dawson's Creek – serie TV, 6 episodi (2002-2003)
- Augusta, Gone, regia di Tim Matheson – film TV (2006)
- Dr. House - Medical Division – serie TV, episodio 3x14 (2007)
- Ghost Whisperer - Presenze – serie TV, episodio 4x05 (2008)
- Desiderio oscuro (A Dark Plan), regia di Armand Mastroianni  (2012)

## Doppiatrici italiane
- Ilaria Stagni ne Il grande Joe
- Perla Liberatori in Dawson's Creek
- Letizia Ciampa in Dr. House - Medical Division
- Federica De Bortoli in Ghost Whisperer - Presenze